# Maika Makovski
Maika Makovski (Palma de Mallorca, 14 de abril de 1983) es una compositora, instrumentista, cantante y presentadora
española.

## Biografía
Maika Makovski es de padre macedonio y madre española, concretamente de Andalucía.
Maika comenzó a escribir canciones a los doce años y a actuar en vivo a los catorce. Ganó su primer reconocimiento profesional a los quince años y sus primeros premios en el año 2002, antes de lanzar su primer álbum. Entre 1998 y 2003 cambió su país de residencia repetidas veces hasta asentarse finalmente en Barcelona, donde grabó Kradiaw (2005, PAE), su primer álbum, que atrajo la atención de la prensa. Entre 2005 y 2007, Maika giró con artistas como Howe Gelb, The Dubliners and The Jayhawks. 
Tanto Kradiaw como su segundo trabajo, Kraj para Koferot (2007, Wildpunk Records), fueron aclamados por la crítica y presentados en directo en diversos países de Europa.
En 2009 John Parish (productor de PJ Harvey, Eels o Tracy Chapman) invitó a Maika a su estudio de Bristol para grabar su tercer álbum, Maika Makovski (2010, Origami Records), que contó con colaboraciones de Jim Barr (Portishead) y Billy Fuller (Robert Plant). Acompañada de su banda (David Martínez a la batería, JC Luque al bajo y la percusión y Xarim Aresté a la guitarra y coros) Maika llevó de gira el álbum por Londres, Nueva York, Chicago, Austin y varias ciudades de España durante 2010 y 2011. La banda fue nominada a cinco Premios UFI (Premios de Música Independiente), ganando el de mejor artista Myspace en junio de 2011.
En 2011 se editó su cuarto disco, Desaparecer, en el que se alejaba de las comparaciones con PJ Harvey de sus comienzos, dando fin a su etapa más roquera. El disco nació de la propuesta para realizar su debut teatral, de idéntico título, por parte del director, Calixto Bieito, en que Maika musicaba en escena los textos que recitaba Juan Echanove.
La obra hizo una extensa gira española de un año y se presentó en la Bienal de Venecia, en el Teatro Sucre de Quito, y en el Festival Iberoamericano de Teatro de Bogotá.
En abril de 2012 publicó su quinto disco Thank You for the Boots, su disco más optimista, dedicado a la amistad. Ese mismo año trajo una nueva colaboración con Calixto Bieito, esta vez en la coproducción hispano-inglesa "Forests", en la que Maika musicaba textos de Shakespeare. Esta obra le valió un Premio Max a la mejor composición musical (2014). La obra hizo temporada en el Birmingham Repertory Theatre y en el Barbican Centre de Londres.
La gira de "Thank you for the Boots" culminó en la grabación de un disco en directo "Live- Apolo!", grabado en la sala Apolo de Barcelona, financiado por los seguidores a través de micromecenazgo y editado únicamente en vinilo. Maika se comprometió a pintar 225 portadas a mano como muestra de agradecimiento a cada uno de los productores, resultando en un inmenso cuadro en el que constaba la formación de Maika en Bellas Artes.
En 2013 se encargó de la música del documental "Romea 150 años" y colaboró de nuevo en teatro con Bieito, esta vez como compositora y directora musical, en la obra "Leonce und Lena. Dunkle Nacht der Seele", del Residenztheater de Munich. Poco después inició un viaje a la tierra de su padre, Macedonia, donde descubrió sus raíces y se inspiró para la composición de su siguiente disco.
Su sexto álbum de estudio, "Chinook Wind" (2016, Warner Music), vuelve a contar con la producción de John Parish y hace un alto en su colaboración con su banda habitual. Comienza entonces una extensa gira con el cuarteto de cuerda barcelonés "Quartet Brossa", en una formación en la que también se encuentran Pep Mula a la batería y Pau Valls a la trompa.
Desde 2016 es colaboradora del programa de radio Oh! My LOL SON Estrella Galicia de la cadena SER, dirigido por El Mundo Today y presentado por Xavi Puig, Kike García y Fernando Costilla.
En 2017 colabora poniendo voces en casi todos los temas del disco El hombre sin sombra de Mikel Erentxun.
Entre 2018 y 2021 presentó el programa musical La hora musa en La 2 de RTVE
También compone la música de la película de Paco Plaza “Quien a Hierro Mata”, protagonizada por Luis Tosar. 
En 2021 sale su séptimo álbum de estudio, MKMK (BMG), un álbum en el que vuelve a sonidos eléctricos y potentes, que le trae el premio MIN en la categoría de “mejor álbum de rock”. Grabado en Tucson, Arizona, cuenta con la presencia de Howe Gelb en su primer sencillo “Reaching out to you”. 
Asier Etxeandia dirige y actúa en el videoclip de “Love you til I die”, tema también incluido en la película “La jefa”, con Aitana Sanchez-Gijon. 
La gira del disco pasa por toda España, Francia, Inglaterra y los Balcanes.
En octubre de 2024 sale su octavo álbum de estudio, “Bunker Rococo” (Cultura Rock), en el que vuelve a reencontrarse con Ali Chant, esta vez no como ingeniero, sino como productor, y volviendo a grabar en Bristol. 

## Discografía
- Kradiaw (2005)
- Kraj so Koferot (2007)
- Maika Makovski (2010)
- Desaparecer (2011)
- Thank You for the Boots (2012)
- Live- Apolo! (2015)
- Chinook Wind (2016)
- MKMK (2021)
- Bunker Rococo (2025)